# Rungsianea hecate
Rungsianea hecate là một loài bướm đêm trong họ Noctuidae.